# مرو الروذ
مَرْو الرُّوْذ وتسمى أحيانًا مرو الصغرى (بالفارسية:مرو کوچک)،مدينة تاريخية قديمة قريبة من مرو الشاهجان وتقع بقرب نهر المرغاب أيضًا، بين مرو الشاهجان ومرو الروذ خمسة أيام مشيًا كما تشير المصادر التاريخية وهذا يعني مايقارب الأربعين فرسخًا التي تساوي 200 كم الآن -على أساس أن الفرسخ يساوي 5 أكيال-، وهي أصغر من مرو الشاهجان.
قال ياقوت الحموي في معجم البلدان: مَرْوُ الرُّوذ مدينة قريبة من مرو الشاهجان بينهما خمسة أيام، وهي على نهر عظيم فلهذا سميت بذلك، وهي صغيرة بالنسبة إلى مرو الأخرى، خرج منها خلق من أهل الفضل ينسبون مروروذي ومرّوذي. وذكر محمد بن جرير الطبري في تاريخه: أن المسلمون فتحوها في سنة (22 هـ/ 642 م) في خلافة عمر بن الخطاب وذلك على يد الأحنف بن قيس التميمي.

## تحديد موقع مدينة مرو الروذ من المصادر التاريخية
ورد في كتاب الروض المعطار في أخبار الأقطار ،أن مابين مرو الشاهجان ومرو الروذ 6 مراحل وهي تقريبًا 240 كم ،إلا أن مصادر أخرى ترى أنها 40 فرسخ أي 200 كم
وتقع مرو الروذ في الضفة اليمنى لنهر المرغاب وموقعها حتما بين الحدود التركمانية الأفغانية

## مرو الروذ في الوقت الحالي
يشتبه أن تكون قرية موريجاق ( (بالفارسية: موریچاق) ) ، ( (بالتركمانية: Murichaq)‏ ) ،الواقعة في أفغانستان حاليًا. (35°35′N 63°20′E / 35.583°N 63.333°E)، مرو الروذ وهي قرية على الحدود الأفغانية التركمانية.

## أعلام
- البغوي
- خازم بن خزيمة التميمي